# شهر شيب كلاه (غوهران)
شهر شيب كلاه (بالفارسية: شهرشیب کلاه) هي قرية تقع في إيران في Gowharan Rural District. يقدر عدد سكانها بـ 50 نسمة بحسب إحصاء 2016.